# 僧帽牡蛎
僧帽牡蛎（学名：Saccostrea cucullata），又名僧帽石蠔，是牡蠣目牡蛎科囊牡蛎亚科囊牡蛎属的一种。

## 分佈
主要分布于新加坡、马来西亚、印度尼西亚（包括帝汶島）、日本及中国大陆東南沿海（廣東省海門、碣石、汕尾、潿洲島等地）及印度洋阿拉伯半島東部、澳洲、非洲西岸，紅海，常栖息在潮间带。

## 延伸閱讀
- 齊鍾彥、馬綉同、王禎瑞等. . 北京: 农业出版社. 1989: 309 頁. ISBN 7109004384 （中文（简体））.
- 李孝緒. . 第2次全國貝類學會學術討論會(青島) (中國貝類學會). 1991 （中文（简体））.

- 張璽; 齊鍾彥; 李潔民; 馬綉同; 王禎瑞; 黃修明; 莊啟謙. . 科學出版社: 274 pp. 1960 （中文（简体））.

## 外部連結
- 維基物種上的相關：僧帽牡蛎